# Магаска (Канзас)
Магаска (англ. Mahaska) — місто (англ. city) в США, в окрузі Вашингтон штату Канзас. Населення — 46 осіб (2020).

## Географія
Магаска розташована за координатами 39°59′16″ пн. ш. 97°21′14″ зх. д. / 39.98778° пн. ш. 97.35389° зх. д. (39.987685, -97.353765).  За даними Бюро перепису населення США в 2010 році місто мало площу 0,64 км², уся площа — суходіл. В 2017 році площа становила 0,58 км², уся площа — суходіл.

## Демографія
Згідно з переписом 2010 року, у місті мешкали 83 особи в 30 домогосподарствах у складі 23 родин. Густота населення становила 129 осіб/км².  Було 47 помешкань (73/км²).
Расовий склад населення:
| - 97,6 % — білих |

До двох чи більше рас належало 2,4 %. Частка іспаномовних становила 0,0 % від усіх жителів.
За віковим діапазоном населення розподілялося таким чином: 33,7 % — особи молодші 18 років, 50,6 % — особи у віці 18—64 років, 15,7 % — особи у віці 65 років та старші. Медіана віку мешканця становила 37,5 року. На 100 осіб жіночої статі у місті припадало 118,4 чоловіків;  на 100 жінок у віці від 18 років та старших — 103,7 чоловіків також старших 18 років.
Середній дохід на одне домашнє господарство  становив 51 648 доларів США (медіана — 51 563), а середній дохід на одну сім'ю — 69 426 доларів (медіана — 53 542). За межею бідності перебувало 17,0 % осіб, у тому числі 0,0 % дітей у віці до 18 років та 25,0 % осіб у віці 65 років та старших.
Цивільне працевлаштоване населення становило 26 осіб. Основні галузі зайнятості: виробництво — 30,8 %, транспорт — 19,2 %, роздрібна торгівля — 15,4 %.